# Bloomington (Illinois)
Bloomington város az USA Illinois államában. Lakosainak száma 78 680 fő (2020. április 1.).

## Népesség
A település népességének változása:
| Lakosok száma | 64 808 | 76 610 | 78 902 | 78 680 |
|               | 2000   | 2010   | 2013   | 2020   |